# 王操 (南北朝)
王操（？—575年），字子高，太原郡晋阳县（今山西太原南）人，中国南北朝西梁政治人物，梁明帝时中书令、尚书令。是梁宣帝萧詧之母龚太后的表弟，即萧詧的表舅。祖父王灵庆，海盐令。父亲王景休，临川内史。

## 生平
王操为人淳朴忠直，博通经史，有才学谋略。开始担任萧詧外兵参军，亲任仅次于蔡大宝。萧詧承制，王操担任尚书左丞。萧詧称帝，王操历任五兵尚书、大将军、郢州刺史。不久进位柱国，封新康县侯。为事尽职，生活俭朴。明帝萧岿继位，授镇右将军、尚书仆射。南陈吴明彻来战，萧岿出师纪南，王操安抚将士，无不用命。吴明彻退兵，江陵保全，王操之力。天保三年（564年）蔡大宝病死后，他继拜中书令，不久改任侍中、中卫将军、尚书令、开府仪同三司，掌铨选，领荆州刺史。王操恭慎小心，深得当时之誉。
天保十四年（575年）王操卒。萧岿在朝堂举哀，流泪对群臣说：“天不让我平定江表，为什么这么快夺走我的贤相。”安葬时，亲祖于瓦官门。赠司空，进爵为公。谥号康节。

## 子
王操有七子。次子王衡最知名。王衡有才学，起家担任秘书郎。历任太子洗马、中书、黄门侍郎。